# Chetogena clunalis
Chetogena clunalis är en tvåvingeart som först beskrevs av Henry J. Reinhard 1956.  Chetogena clunalis ingår i släktet Chetogena och familjen parasitflugor.
Artens utbredningsområde är Texas. Inga underarter finns listade i Catalogue of Life.